# Kenny Simpson
Kenneth Bernard Simpson, detto Kenny (Shreveport, 12 aprile 1960), è un ex cestista statunitense.

## Carriera
Iniziò la carriera collegiale nel 1978 nella Grambling State University in Louisiana dove giocò fino al 1982, anno in cui venne scelto al 5º giro del Draft NBA 1982 dai K.C. Kings di Cotton Fitzsimmons.
Non trovando spazio e non disputando neanche una partita si trasferì ai Lancaster Lightning.
La mancata breccia nel basket che conta lo portò nel 1985 a trasferirsi in Svezia, in una squadra di seconda divisione. 
Nell'estate 1986 fu ingaggiato da Aíto García Reneses, l'allora allenatore del Barcellona. Con i suoi 195 cm era il più basso giocatore straniero della Liga ACB, nonché il più economico della lega con soli 30000 $ spesi per il suo ingaggio. Fu il protagonista della sua prima e unica stagione blaugrana, il 25 aprile 1987 mettendo a segno un canestro sullo scadere, decise la partita quattro della finale contro il Joventut Badalona nonché la vittoria definitiva del titolo.
Dopo aver vinto con il Barça tutte le competizioni nazionali, oltre che la Coppa Korać e la Supercoppa europea, si trasferì per una stagione nel Manresa dove fu il miglior marcatore della stagione 1987-1988.

## Palmarès

### Competizioni nazionali
- Campionato spagnolo: 1

Barcellona: 1986-87
- Copa del Rey: 1

Barcellona: 1987
- Supercoppa spagnola: 1

Barcellona: 1987

### Competizioni internazionali
- Coppa Korać: 1

Barcellona: 1986-87
- Supercoppa europea: 1

Barcellona: 1986